# Lillie Range
Il Lillie Range è una catena montuosa antartica che si estende in direzione nord dalle Prince Olav Mountains (in prossimità del Monte Fisher) nei Monti della Regina Maud per terminare alla Barriera di Ross, in Antartide. 
La catena comprende le seguenti vette:
- Monte Hall
- Monte Daniel
- Monte Krebs
- Monte Mason

La denominazione è stata assegnata dal gruppo sud della New Zealand Geological Survey Antarctic Expedition (1963–64) in onore di Arnold R. Lillie (1909-1999), professore di geologia all'Università di Auckland.